# Jezioro Dziecinowskie
Jezioro Dziecinowskie – jezioro w starorzeczu Wisły w Dolinie Środkowej Wisły, w województwie mazowieckim o powierzchni ok. 10 ha, położone w centrum wsi Dziecinów. Nie odpływa do Wisły.
Jest lokalnym centrum wędkarskim oraz największym jeziorem w miejscowości Dziecinów, jednym z największych w gminie Sobienie-Jeziory. W planach było niegdyś utworzenie ośrodka wypoczynkowego nad tym jeziorem, lecz inwestycja do dziś nie została zrealizowana.